# Mosè bar Kepha
Mosè bar Kepha (Balad, 813 – Mosul, 903) è stato un vescovo e scrittore siro.

## Biografia
Una sua biografia, scritta da un anonimo scrittore siriaco, è custodita tra i manoscritti della Biblioteca apostolica vaticana. 
Alcuni suoi estratti furono pubblicati da Assemani nella sua Bibliotheca Orientalis (II, 218 f.).
Nato a Balad, nei pressi di Ninive, fu monaco della Chiesa ortodossa siriaca e in seguito vescovo di tre città, Beth-Ramman, Beth-Kionaya e Mosul; 
e assunse il nome religioso di "Severo". 
Per dieci anni fu "periodeutes" (o "visitatore") patriarcale della diocesi di Tikrit, dove acquisì ottima fama e reputazione. 
Fu sepolto nel monastero di San Sergio, vicino alla sua città natale.
Egli fu il primo ad attribuire alla versione classica della Bibbia siriaca il nome di Peshitta ("semplice" o "comune"), probabilmente per indicare, similmente al nome della Bibbia latina Vulgata, che tale versione fosse quella di uso comune. 
Il nome potrebbe anche indicare che fosse di più facile consultazione rispetto alla più complessa versione Siro-esaplare della Septuaginta.

## Opere
- Un commentario sull'Antico e sul Nuovo Testamento, spesso citato da Gregorio Barebreo. Alcune copie manoscritte relative alla maggior parte di questo commentario sono giunte fino a noi.
- Un trattato sulla predestinazione e la libera volontà. Una copia manoscritta è custodita presso il British Museum di Londra (Add. 14,731).
- Un commentario sulla Dialettica di Aristotele. Citato da Gregorio Barebreo.
- Un commentario sullo Hexameron di Giorgio di Pisidia in cinque libri, custodito presso la Biblioteca nazionale di Francia di Parigi (Syr. 241). Un passaggio del commentario fu tradotto in francese da François Nau nel suo libro Bardésane l'astrologue (Parigi, 1899), p. 59.
- Un Tractatus de Paradiso, in tre parti, dedicato al suo amico Ignazio. L'originale siriaco dell'opera fu considerato perduto. Ma Andreas Masius ne pubblicò una versione in latino dal titolo De Paradiso Commentarius (Anversa, 1569). Un manoscritto siriaco dell'opera è stato reperito di recente presso l'Università di Yale.
- Un trattato sull'anima, in quaranta capitoli, con un saggio supplementare sull'utilità di offrire preghiere e sacrifici per i morti. Questo trattato è custodito presso la Biblioteca apostolica vaticana. Una traduzione in tedesco fu pubblicata da O. Braun nel suo libro Moses Bar-Kepha und sein Buch von der Seele (Friburgo, 1891).
- Un Tractatus de sectis o Liber disputationum adversus haereses (cfr. Assemani, B.O. II, 57).
- Un trattato sui sacramenti.
- Un commentario sulla liturgia.
- Una storia ecclesiastica.
- Un commentario sugli scritti di San Gregorio Nazianzeno.
- Vari discorsi ed omelie.